# Tepotzotlán
Tepotzotlán is een stadje in de Mexicaanse staat Mexico. De plaats heeft 39.374 inwoners (census 2005) en is de hoofdplaats van de gemeente Tepotzotlán.
Tepotzotlán is bekend vanwege het Nationale Museum van het Vice-Koninkrijk, gewijd aan de koloniale periode van Mexico en gevestigd in een zestiende-eeuws jezuïetencollege.